# Hévíz Folyóirat Irodalmi Díja
A Hévíz Folyóirat Irodalmi Díját 2013-ban alapította Hévíz város önkormányzata, amelyet minden évben egy olyan írónak, költőnek vagy esszéistának ítélnek oda, aki a megelőző évben publikált a Hévíz című művészeti-irodalmi folyóiratban. Első alkalommal – kapcsolódva az Ünnepi könyvhét eseményeihez – az elismerést Fehér Bélának adták át, aki Egypercesek című írásaiért érdemelte ki azt.

## Díjazottak
- 2013: Fehér Béla – Egypercesek (2012/3)[2]
- 2014: Háy János – Aki perzselő szomjat kelt a jóra (2013/3), esszé Weöres Sándorról[1]
- 2015: Szántó T. Gábor – A leghosszabb éjszaka (2014/1), novella[3]
- 2016: Kemény István – Zrínyi Miklós és az üvegplafon (2015/4–5), esszé[4]
- 2017: Bereményi Géza – Egy nyári élményem (2016/4–5)[5]
- 2018: Takács Zsuzsa – A Vak Remény gyöngülése (2017/3), vers[6]
- 2019: Földényi F. László – Lágerekről írni (2018/3), esszé[7]
- 2020: Berta Ádám – Pocsék kiszolgálás (2019/1), novella[8]
- 2021: Király Kinga Júlia – Pernacchia (2020/1), esszé[9]
- 2023: Moskát Anita – A röpképtelenek (2022/2), novella[10]